# Amtsgericht Neu-Breisach
Das Amtsgericht Neu-Breisach (auch Amtsgericht Neubreisach) war ein deutsches Amtsgericht mit Sitz in Neu-Breisach in den Jahren 1879 bis 1918.

## Geschichte
Neu-Breisach war Sitz eines französischen Friedensgerichts. Nach der Abtretung Elsass-Lothringens im Frieden von Frankfurt an das Deutsche Reich 1871 wurde die Gerichtsstruktur mit dem Gesetz, betreffend Abänderung der Gerichtsverfassung vom 14. Juli 1871 und der Ausführungsbestimmung hierzu vom gleichen Tag neu geregelt. Dabei wurden die Friedensgerichte beibehalten. Durch Verordnung des Reichskanzlers vom 7. August 1871 wurde das Friedensgericht Andolsheim aufgehoben und sein Sprengel dem Friedensgericht Andolsheim zugeordnet. Im Rahmen der Reichsjustizgesetze wurden 1879 die Friedensgerichte im Reichsland Elsass-Lothringen aufgehoben und Amtsgerichte gebildet. Das Amtsgericht Neu-Breisach war dem Landgericht Colmar nachgeordnet. Am Gericht bestand 1880 eine Richterstelle. Das Amtsgericht war ein kleines Amtsgericht im Landgerichtsbezirk. Es war auch Rheinschifffahrtsgericht. Der Gerichtsbezirk umfasste 1895 den Kanton Neu-Breisach sowie die Gemeinden Künheim und Widensolen aus dem Kanton Andolsheim mit 180 Quadratkilometern und 11.393 Einwohnern in 18 Gemeinden.
Nach der Abtretung Elsass-Lothringens an Frankreich nach dem Ersten Weltkrieg wurde das Amtsgericht Neu-Breisach als „Tribunal cantonal Neuf-Brisach“ weitergeführt. Im Zweiten Weltkrieg wurde 1940 von der deutschen Besatzungsmacht die vorgefundene Gerichtsstruktur unter Verwendung deutscher Ortsnamen und Behördenbezeichnungen, hier also wieder als Amtsgericht Neu-Breisach, fortgeführt.